# Les Sims
Pour les articles homonymes, voir Sims.
Pour le premier jeu de la série, voir Les Sims (jeu vidéo).
Les Sims est une série de jeux vidéo de simulation de vie de type bac à sable, développée par Maxis et éditée par Electronic Arts. L'univers des Sims est une projection humoristique et décalée de la société de consommation où il n'existe pas d'objectif précis. Le joueur doit simplement gérer les besoins de ses personnages, nommés « sims », et leur faire mener la vie qu'il désire.
Le premier volet de la franchise, appelé Les Sims, est sorti en l'an 2000 ; le dernier volet, Les Sims 4, est quant à lui sorti en 2014. Les jeux sont toujours accompagnés de plusieurs extensions, appelées « disques additionnels » (Sims 2 et Sims 3) ou « packs d'extension » (Sims 4).
Constituée d'un public particulièrement large, Les Sims représente l'une des plus importantes séries à succès du jeu vidéo ainsi que la plus grosse franchise de jeux PC, avec près de 200 millions de jeux vendus dans le monde.

## Système de jeu

### Généralités
Les Sims est une simulation de vie proposant de gérer la vie des sims — les habitants de la série Sim City — en leur donnant des directives. Une partie ne se termine jamais car même s'il n'y a plus de sims vivants, le joueur est libre d'en créer de nouveau.
Il n'existe aucun but défini dans Les Sims, le jeu laisse entière liberté au joueur de faire mener aux sims la vie qu'il désire. Cependant, dès Les Sims 2, les sims font part au joueur de leurs « désirs » et « craintes » et c'est au joueur de choisir s'ils se réaliseront ; dans les troisième et quatrième volets seules les envies, « souhaits », sont visibles).
À partir du deuxième opus, les sims grandissent et vieillissent : les bébés deviennent des bambins, des enfants, puis des adolescents, des jeunes adultes (seulement s'ils vont à l'université dans Les Sims 2), des adultes et enfin des seniors. Certaines créatures comme les Végésims vivent moins longtemps car ils passent directement de bambin à adulte, puis à senior. Les sims peuvent avoir des enfants qui hériteront d'une partie de leurs traits physiques et de leurs caractères, ils permettent de poursuivre la partie lorsque leurs parents décèdent. Les sims décédés peuvent réapparaitre sous forme de fantômes.

### Un univers personnalisable
L'univers du jeu est délimité par un quartier de ville. Dans ce quartier, un certain nombre de parcelles, vides ou construites, sont disponibles pour y installer des familles. Les familles dans le quartier peuvent ensuite interagir avec la famille du joueur au cours d'une partie. Plusieurs familles préconçues sont déjà installés dans le quartier au début du jeu mais le joueur peut créer et ajouter lui-même ses propres sims.
Dans le premier épisode, la partie est focalisée sur la maison du sim et seules les extensions permettent au joueur de voir d'autres lieux. Dans Les Sims 2, des « terrains communautaires » sont présents dans le jeu de base. Dans Les Sims 3, la délimitation entre le quartier et la maison du sim n'existe plus et le sim peut se balader librement dans la ville sans que le joueur ne passe par un écran de chargement. Dans le quatrième opus, le monde est moins ouvert, le sim peut se promener dans une zone limitée aux environs du lieu où il se trouve. Pour se déplacer dans un autre endroit, il lui faut passer par un écran de chargement.
Une famille peut être constituée d'un ou plusieurs sims et est identifiée par un nom de famille dans les premières versions, avant que celui-ci ne puisse être attribué individuellement à chaque sim. Lorsque le joueur crée un sim, il doit définir son nom (individualisé à partir des Sims 3), son prénom, son sexe, sa couleur de peau, son signe astrologique qui influencera sa personnalité (abandonné dans les Sims 3 mais réintroduit avec le disque additionnel Accès VIP ou le patch 17 de mise à jour), son « stade de vie » (dans le premier jeu ce choix se limite à adulte ou enfant ; dans les suivants il est impossible de créer un bébé ; dans les Sims 2 les jeunes adultes ne peuvent être créés que dans le sous-quartier universitaire), sa biographie (optionnelle), son type lorsqu'une extension permet la création de personnages surnaturels ou lorsque le « mode debug » est activé. Le physique et les vêtements du sim peuvent être personnalisés, et sa personnalité est définie soit par son signe du zodiaque (Sims et Sims 2) soit par des « traits de caractère » (Sims 3 et Sims 4). Le deuxième opus introduit la notion d'aspiration qui oriente les « désirs » et « craintes » du sim ainsi que la positivité ou la négativité de ses souvenirs (un sim ayant l'aspiration amour aura par exemple un souvenir négatif au moment de se fiancer ou de se marier) ; l'extension Académie introduit la notion de « désir à long terme » (renommé « souhait » à long terme dans les Sims 3) qui représente le rêve qu'un sim aimerait accomplir dans sa vie.
Chaque foyer, indépendamment du nombre de ses membres dans les premières versions du jeu, commence une partie avec un certain nombre de simflouzes — l'unité monétaire du jeu — qui servent d'abord à acheter un terrain ou une maison préexistante. Le « mode construction » du jeu permet ensuite de construire une maison ou d'en remodeler une déjà existante (en modifiant le terrain, en construisant des murs, en installant des portes et des fenêtres, en choisissant le revêtement des sols, des murs, ainsi que des plafonds à partir du troisième opus). Le « mode achat » permet de meubler sa maison via un catalogue de fournitures préexistantes (pouvant être étendu via les kits d'objets, les extensions et le magasin en ligne), pour permettre aux sims de vivre et d'être heureux.

### Humeur et besoins
Par défaut, les sims conservent un libre-arbitre qui leur permet d'effectuer des actions selon leurs besoins sans que le joueur n'intervienne, sachant que l'option peut être désactivée et que les ordres du joueur sont prioritaires (sauf traits de caractéristiques spéciaux et situations impossibles).
Chaque sim possède différents besoins, fondés sur la pyramide des besoins de Maslow, représentés par différentes jauges qui doivent être satisfaites pour être heureux ou tout simplement survivre : appétit, confort, hygiène, petits besoins, énergie, distractions, vie sociale et environnement. Les jauges des besoins se vident progressivement, et les sims peuvent les remplir en effectuant un certain nombre d'interactions avec les autres sims et les objets du jeu (par exemple, la télévision influe sur les distractions, la douche sur l'hygiène, le frigo sur l'appétit, etc.). Plus les jauges sont vides, plus le sim est malheureux ; une jauge supplémentaire permet d'ailleurs de connaître l'humeur globale du sim. Un sim aux besoins non satisfaits est moins efficace pour effectuer des actions, risque d'être plus désagréable avec les autres sims, et peut finir par en mourir.
Les objets influent plus ou moins efficacement les besoins du sim (en général, plus l'objet est cher, plus il remplit efficacement son rôle et donc plus il comble rapidement le besoin du sim), et le type de sim contrôlé modifie les jauges disponibles : un Simbot dans Les Sims 3 (apporté par l'extension Ambitions) n'a pas d'hygiène à satisfaire (il entre en court-circuit lorsqu'il touche de l'eau !) et se nourrit de préférence de débris, alors qu'une momie (du même jeu, avec l'extension Destination Aventures) n'a pas de jauge d'énergie. Un Végésim (apparu pour la première fois dans l'extension Au fil des saisons) n'a que trois jauges d'énergie : lumière du soleil, eau et amour.
Les terrains communautaires sont des lieux de vie annexes où les sims peuvent vivre gratuitement et satisfaire leurs besoins sans avoir la nécessité de meubler leur foyer (toilettes publiques, douches, nourritures grâce aux grills, bancs publics pour dormir, etc.), mais moyennant un confort de vie médiocre et un accès limité à certaines compétences. Même s'ils peuvent survivre ainsi, les sims sont obligés de posséder un terrain dans le quartier, quel que soit le jeu de la franchise. Dans les quartiers ouverts des Sims 3, les enfants et les adolescents doivent respecter un couvre-feu (22 h) ou rester à proximité d'un Sim adulte avec lequel ils ont une relation sociale suffisamment avancée.
Depuis novembre 2020, Les Sims 4 permet aux sims d'avoir et de développer des sentiments.

### Relations sociales
En interagissant avec les autres personnages, un Sim peut construire son réseau social. Les autres habitants du quartier passent parfois devant le terrain du foyer actif, ce qui permet de lier connaissance si une interaction est effectuée. Plus le Sim a un niveau de relation élevé en interagissant avec un autre Sim (en malveillance ou bienveillance), plus le nombre d'actions disponibles est vaste. Une jauge permet de connaître le niveau de relation avec chaque connaissance. À partir du second opus, une barre d'envie permet au joueur de connaître l'état d'esprit du Sim.
Lorsqu'un Sim a un niveau de relation suffisant avec un autre Sim en dehors de sa famille (indépendamment de son sexe), certaines actions permettent de tenter de séduire le personnage, quitte à s'exposer à un refus. Lorsque deux sims vivent une relation suffisamment avancée (amicale ou romantique), une option permet de faire emménager les deux sims ensemble. Il est également possible de faire ou d'adopter un enfant. Les enfants ont les mêmes besoins que les adultes mais doivent aller à l'école plutôt qu'au travail. À noter que suivant le stade de développement, les relations ne pourront pas dépasser certains seuils : les enfants et adolescents ne peuvent pas effectuer d'actions romantiques avec des adultes. Il est possible pour un(e) Sim d'effectuer des actions romantiques (mariage inclus) avec un(e) autre Sim dès que leur stade de développement est compatible, indépendamment de leur sexe.
Au fil des années, la série de jeu vidéo Les Sims est devenue de plus en plus inclusive auprès des minorités. Dès la sortie du premier jeu en 2000, les Sims peuvent avoir des relations amoureuses avec des personnes du même sexe. Il s'agit du premier grand jeu vidéo à présenter des relations homosexuelles. En 2016, une mise à jour du jeu des Sims 4 a permis aux joueurs de créer des sims trans avec une présentation de genre personnalisable ; il est ainsi possible de sélectionner la physionomie du Sim, qu’il fasse pipi ou non debout et qu’il puisse tomber enceinte.

### Travail
Le foyer a besoin d'argent pour payer ses factures, acheter de nouveaux objets ou modifier sa maison. Le sim doit donc choisir un travail et monter les échelons parmi différents parcours professionnels. Pour obtenir une promotion, et donc avoir un meilleur salaire, le sim doit partir au travail de bonne humeur, avoir un certain nombre d'amis et avoir un certain nombre de points d'aptitude dans les compétences liées à son métier. Lorsque le sim a un travail, il a des horaires à respecter plus ou moins importants en fonction du poste. Comme le temps ne s'écoulait pas dans Les Sims, les semaines n'existaient pas et les sims étaient obligés de travailler tous les jours sans congé.
Suivant les extensions et les versions du jeu, les modes de travail peuvent être modifiés : les carrières standard (le personnage est rendu indisponible lorsqu'il part travailler à certains horaires de la journée, et le résultat de son action est rendu compte au joueur par une info-bulle informative) existent depuis l'origine de la série, mais l'extension Ambitions des Sims 3 ajoute la possibilité de s'inscrire en travailleur indépendant pour travailler depuis son domicile en fonction des compétences du personnage (écriture, jardinage, pêche, etc.) et d'avoir des métiers actifs (le personnage peut être contrôlé lorsqu'il influe sur l'environnement dans sa carrière d'architecte, par exemple). Les explorations de tombeaux en Égypte, en France et en Chine rapportent des reliques parfois rares dans l'extension Destination Aventures, tandis que les collections présentes de base depuis les mondes ouverts (insectes, métaux, papillons, pierres, poissons pouvant être trouvés dans le monde) forment une source de revenus supplémentaires.

### Apport des extensions, des packs de jeu et des kits d'objets
Les extensions apportent plus de nouveautés que tous les autres types d'add-ons. Les extensions rajoutent un monde (sauf les Sims 3 Générations), du gameplay, des objets et des vêtements. Les packs de jeu (apparus dans les Sims 4) rajoutent eux du gameplay autour d'un thème précis (l'extension au restaurant qui rajoute la possibilité de gérer son restaurant par exemple), des objets et des vêtements. Les kits d'objets sont les add-ons les plus petits, ils sont tournés essentiellement sur un thème en particulier (comme les packs de jeu) et ne rajoutent pas autant de contenu que les autres types d'add-ons. Néanmoins, il y a toujours un élément de gameplay en plus (le kit d'objets accessoires vintage rajoute la possibilité d'embaucher un domestique personnel).

## Historique
Le premier jeu était prévu de s'écouler à 200 000 exemplaires. Les producteurs ont sorti plusieurs disques additionnels[Quand ?][évasif][réf. souhaitée].

## Liste des jeux

### Série principale
- Les Sims
  - Les Sims : Ça vous change la vie
  - Les Sims : Surprise-partie
  - Les Sims : Et plus si affinités…
  - Les Sims : En vacances
  - Les Sims : Entre chiens et chats
  - Les Sims : Superstar
  - Les Sims : Abracadabra
- Les Sims 2
  - Les Sims 2 : Académie
  - Les Sims 2 : Nuits de folie
  - Les Sims 2 : La Bonne Affaire
  - Les Sims 2 : Animaux et Cie
  - Les Sims 2 : Au fil des saisons
  - Les Sims 2 : Bon Voyage
  - Les Sims 2 : Quartier libre
  - Les Sims 2 : La Vie en appartement
- Les Sims 3
  - Les Sims 3 : Destination Aventure
  - Les Sims 3 : Ambitions
  - Les Sims 3 : Accès VIP
  - Les Sims 3 : Générations
  - Les Sims 3 : Animaux & Cie
  - Les Sims 3 : Showtime
  - Les Sims 3 : Super-Pouvoirs
  - Les Sims 3 : Saisons
  - Les Sims 3 : University
  - Les Sims 3 : Île de Rêve
  - Les Sims 3 : En route vers le futur
- Les Sims 4
  - Les Sims 4 : Au travail
  - Les Sims 4 : Vivre ensemble
  - Les Sims 4 : Vie citadine
  - Les Sims 4 : Chiens et Chats
  - Les Sims 4 : Saisons
  - Les Sims 4 : Heure de gloire
  - Les Sims 4 : Îles paradisiaques
  - Les Sims 4 : À la fac
  - Les Sims 4 : Écologie
  - Les Sims 4 : Escapade enneigée
  - Les Sims 4 : Vie à la campagne
  - Les Sims 4 : Années lycée
  - Les Sims 4 : Grandir Ensemble
  - Les Sims 4 : Vie au Ranch
  - Les Sims 4 : À Louer
  - Les Sims 4 : Amour fou
  - Les Sims 4 : A la vie, à la mort

### Jeux dérivés
- Histoires de Sims
  - Les Sims : Histoires de vie
  - Les Sims : Histoires d'animaux
  - Les Sims : Histoires de naufragés
- Les Sims Medieval
  - Les Sims Medieval : Pirates et Nobles
- MySims
  - MySims Kingdom
  - MySims Party
  - MySims Racing
  - MySims Agents
  - MySims SkyHeroes
- Déclinaisons sur consoles
  - Les Sims : Permis de sortir
  - Les Urbz : Les Sims in the City
  - Les Sims 2 : Naufragés
  - Les Sims 2 : Mes petits compagnons
- Les Sims Online
- Les Sims Carnival
- The Sims Social
- Les Sims Freeplay
- Les Sims Mobile
- SimsVille (annulé)

## Accueil

### Communauté
La communauté des joueurs des Sims s'étend aujourd'hui tout autour du globe. Cette notoriété peut notamment s'expliquer grâce aux nombreuses collaborations d'Electronic Arts avec des célébrités locales et internationales telles que Shy'm en France, Lily Allen, ou encore Katy Perry aux États-Unis. Le jeu inclut notamment de nombreux hits réels traduits en Simlish dans les différentes radios du mode constructions. De grandes marques telles que Gucci ou en M.A.C collaborent également avec Les Sims. Tout cela contribue à étendre la portée du jeu dans des univers d'intérêts divers mais aussi à consolider sa relation avec le monde réel, et donc avec ses joueurs.
En 2020, c'est avec les Spark'd Challenges que la franchise des Sims relance tout l'engouement de l'aspect communautaire du jeu, notamment en animant une émission hebdomadaire via la plateforme YouTube où de véritables joueurs (pour la plupart steameurs ou youtubeurs) s'affrontent autour de différents défis de création. Même si l'émission est désormais clôturée, le concept est toujours d'actualité puisqu'EA propose aux joueurs de nombreux défis mensuels avec des récompenses à la clé.
Selon Roxy Bourdillon, journaliste au magazine anglais lesbien Diva, la série est jouée pour deux tiers par des filles ou des jeunes femmes entre 13 et 30 ans.

#### Ventes
Sortie en 2000, la série s'est écoulée à plus de 100 millions d'unités en 2008, plus de 125 millions en 2010, 175 millions en 2013 et près de 200 millions en 2016. La série se vend dans 60 pays et est traduite en 20 langues différentes. Elle fait partie des séries de jeu les plus vendus dans le monde.
Pour le vingtième anniversaire en 2020, l'éditeur Electronic Arts publie une infographie de la licence, indiquant que les joueurs ont créé un total de 1,6 milliard de Sims.

### Analyse

#### Phénomène de société
Selon le psychiatre Serge Tisseron, le succès du jeu proviendrait de la liberté qui permet à chaque joueur de personnaliser sa partie, à l'inverse des jeux plus classiques où seuls l'habileté et les capacités comptent.

#### Utilisation en sciences humaines
Certains spécialistes se sont penchés sur l'utilisation des Sims en psychothérapie. Ainsi, le psychanalyste Benoît Virole recommande le jeu aux « enfants qui ont une difficulté à rentrer dans une relation de dialogue et de parole ».

#### Projet Corpus Simsi
En juin 2002, Chloé Delaume amorce le projet Corpus Simsi. Il s'agit d'explorer des pistes portant sur le rapport de la fiction au virtuel, et sur le jeu en tant que territoire d'investigation poétique. Il a pour point de départ une variation ludique autour de la notion d'autofiction.